# حلاوي
الحلاويّ اسمه العلمي Glaucostegus halavi ، والإنجليزي Halavi Guitarfish يشبه الشفنين البحري وينتمي لفصيلة قيثارات البحر ، يتواجد في منطقة البحر الأحمر وخليج عمان وهناك تقارير غير مؤكدة عن وجوده شرق عُمان ، يغتذي هذا النوع من القيثارات البحرية على الرخويات والاسماك العظمية.